# لیپیه (شهرستان کوابوتسک)
لیپیه (به لاتین: Lipie) یک روستا در لهستان است که در گمینا لیپیه واقع شده‌است. لیپیه ۱٬۱۱۷ نفر جمعیت دارد.